# کویت (شهر)
شهر کویت، پایتخت و بزرگ‌ترین شهر کشور کویت است. شهر کویت مرکز سیاسی، فرهنگی و اقتصادی کویت است. شهر کویت یک شهر جهانی است. نیازهای تجاری و حمل و نقل کویت از طریق فرودگاه بین‌المللی کویت، استان شویخ (بندر شویخ) و استان احمدی (بندر احمدی) تأمین می‌شود.

## تاریخچه

### تاریخ اولیه
در سال ۱۶۱۳، شهر کویت در شهر کویت امروزی تأسیس شد. در سال ۱۷۱۶، حاکمان کویت در کویت مستقر شدند. در زمان ورود حاکمان، چند ماهی‌گیر در کویت ساکن شده بودند.

## نگارخانه

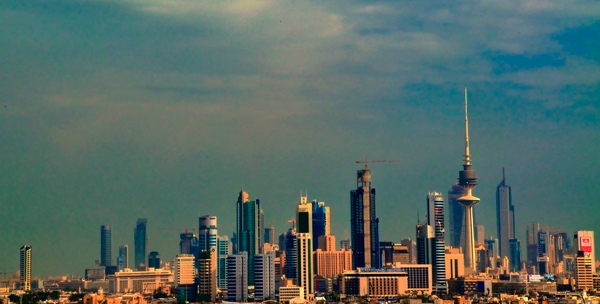
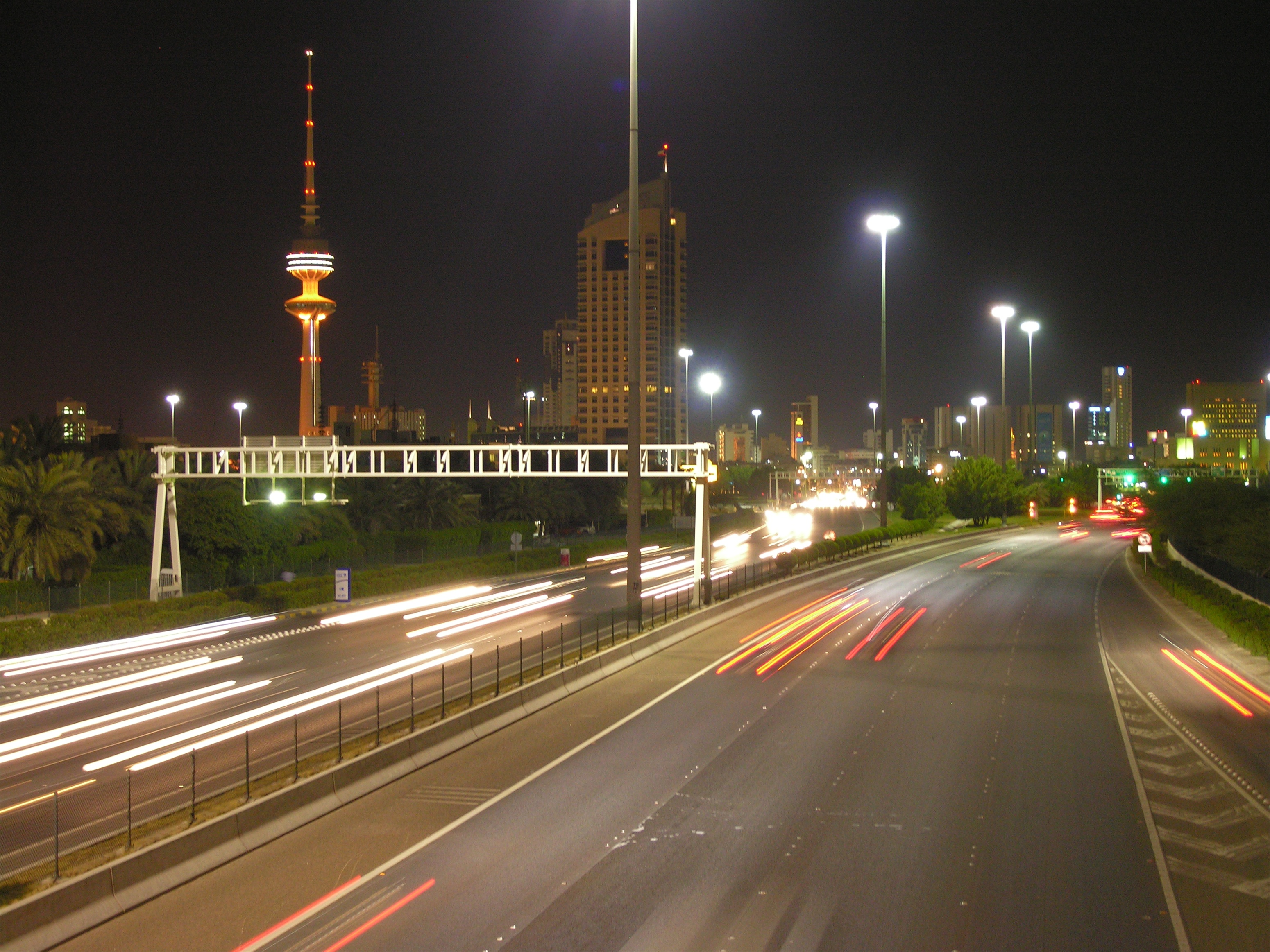
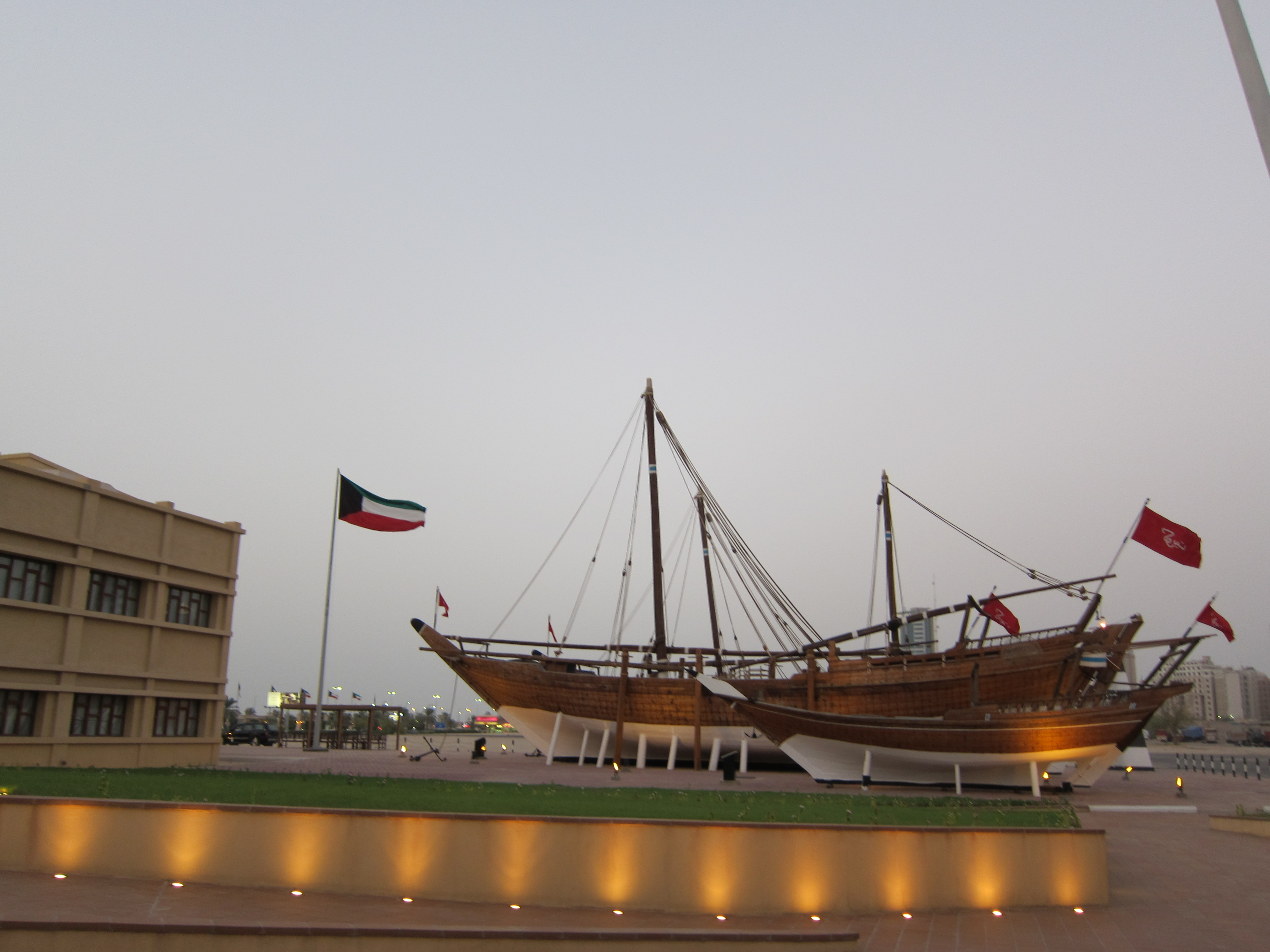
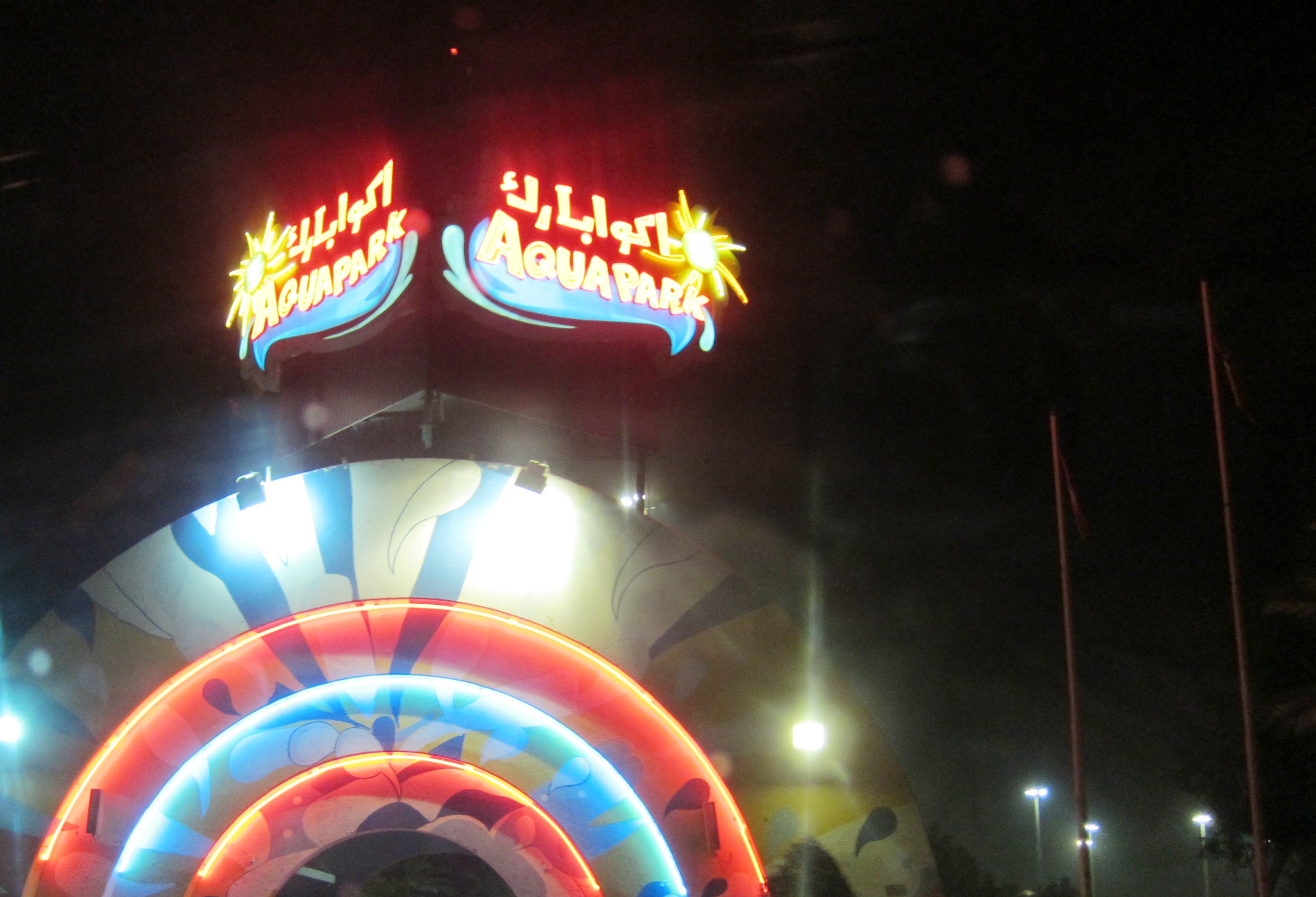
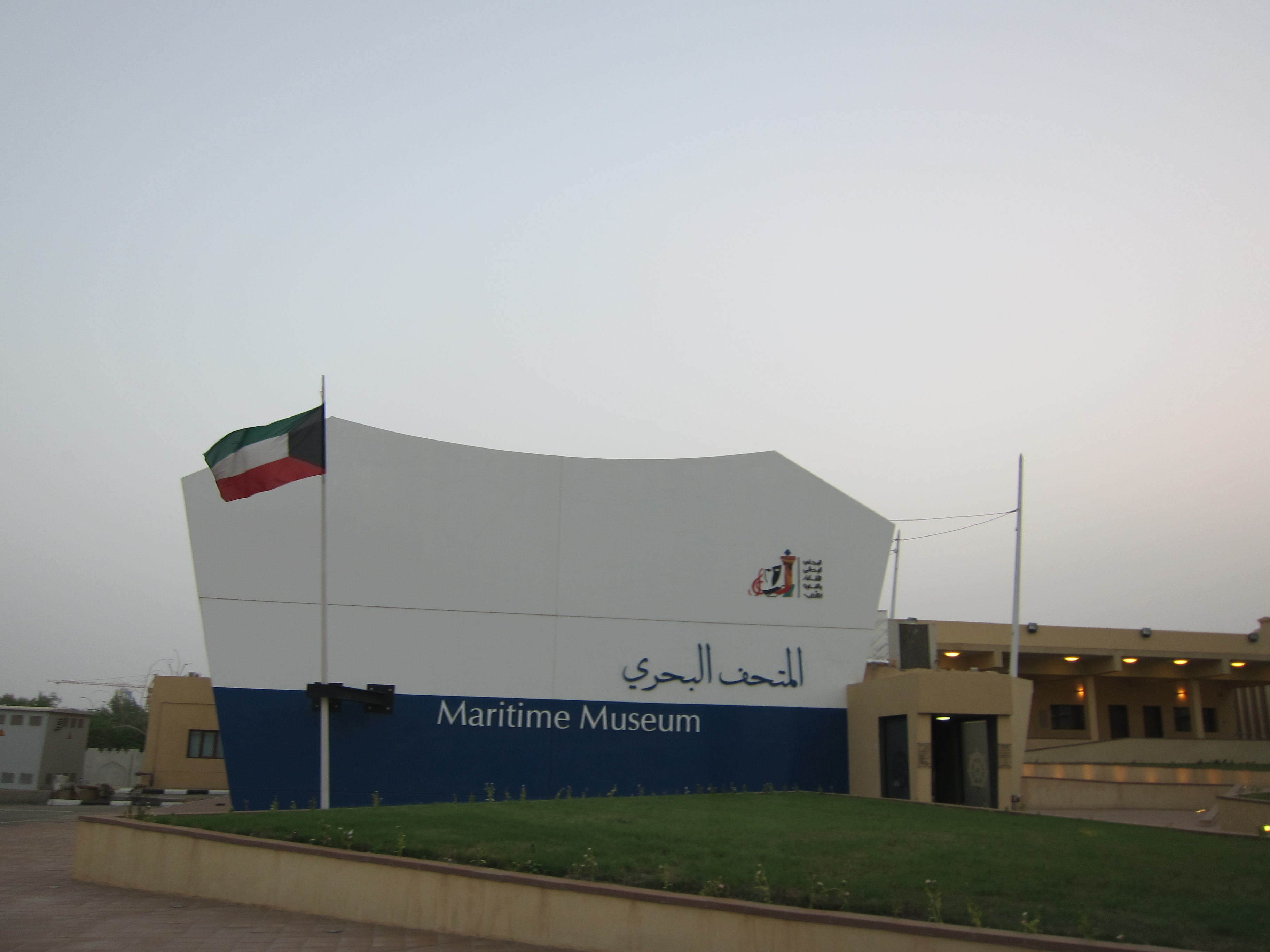
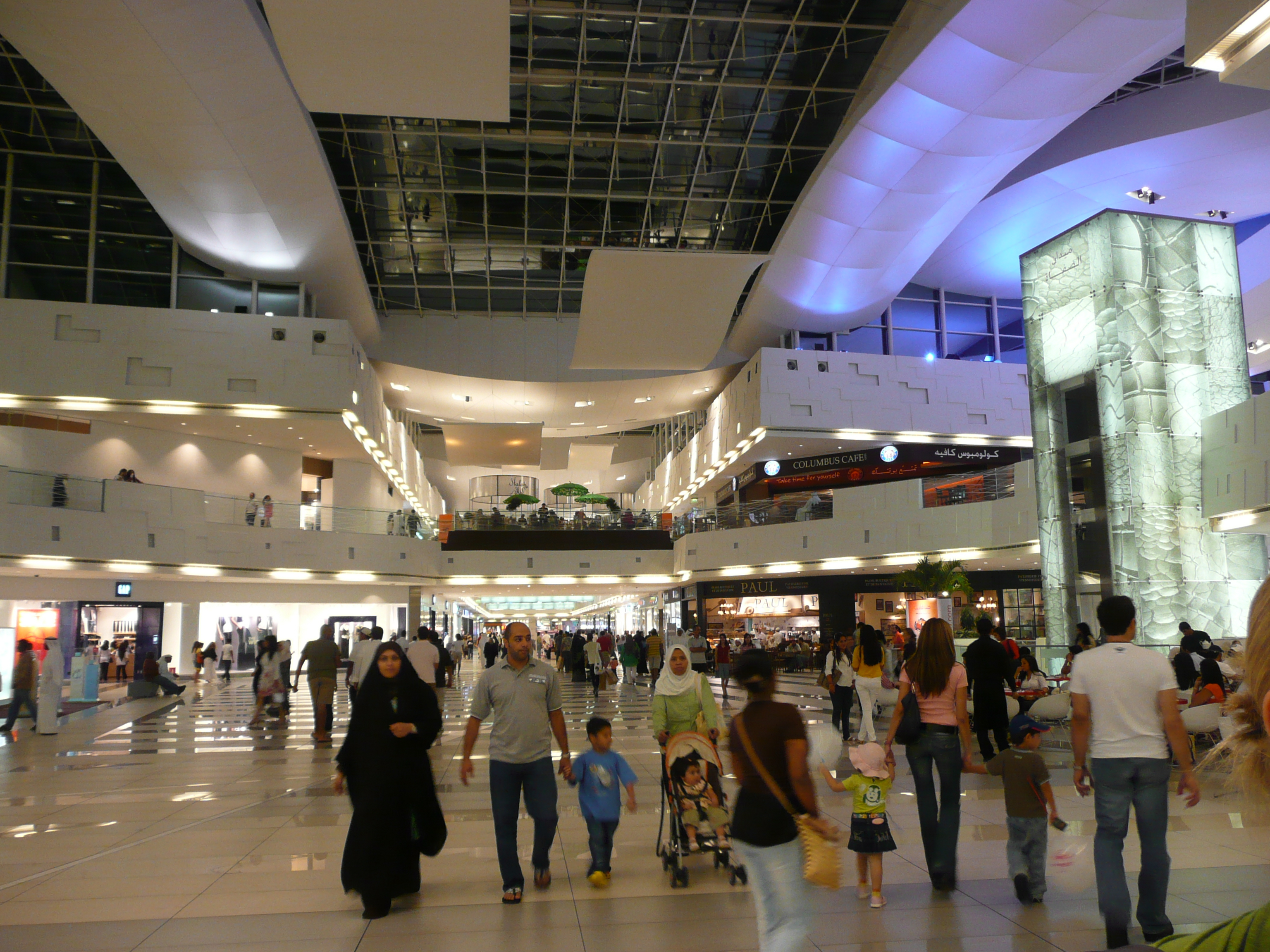
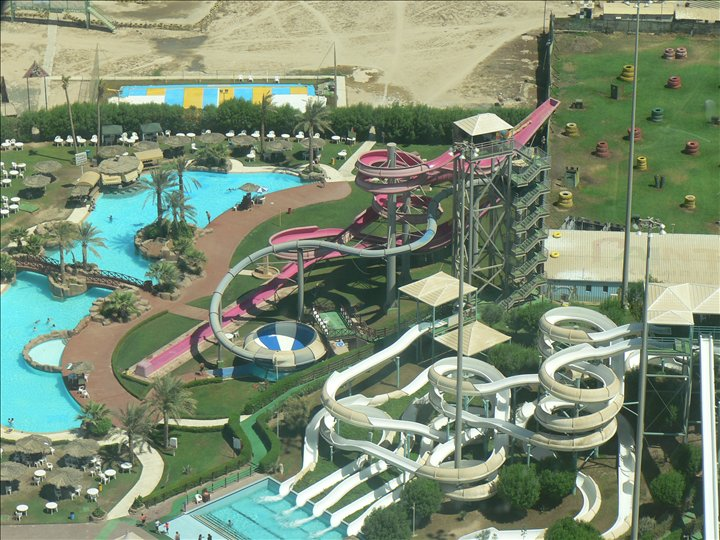
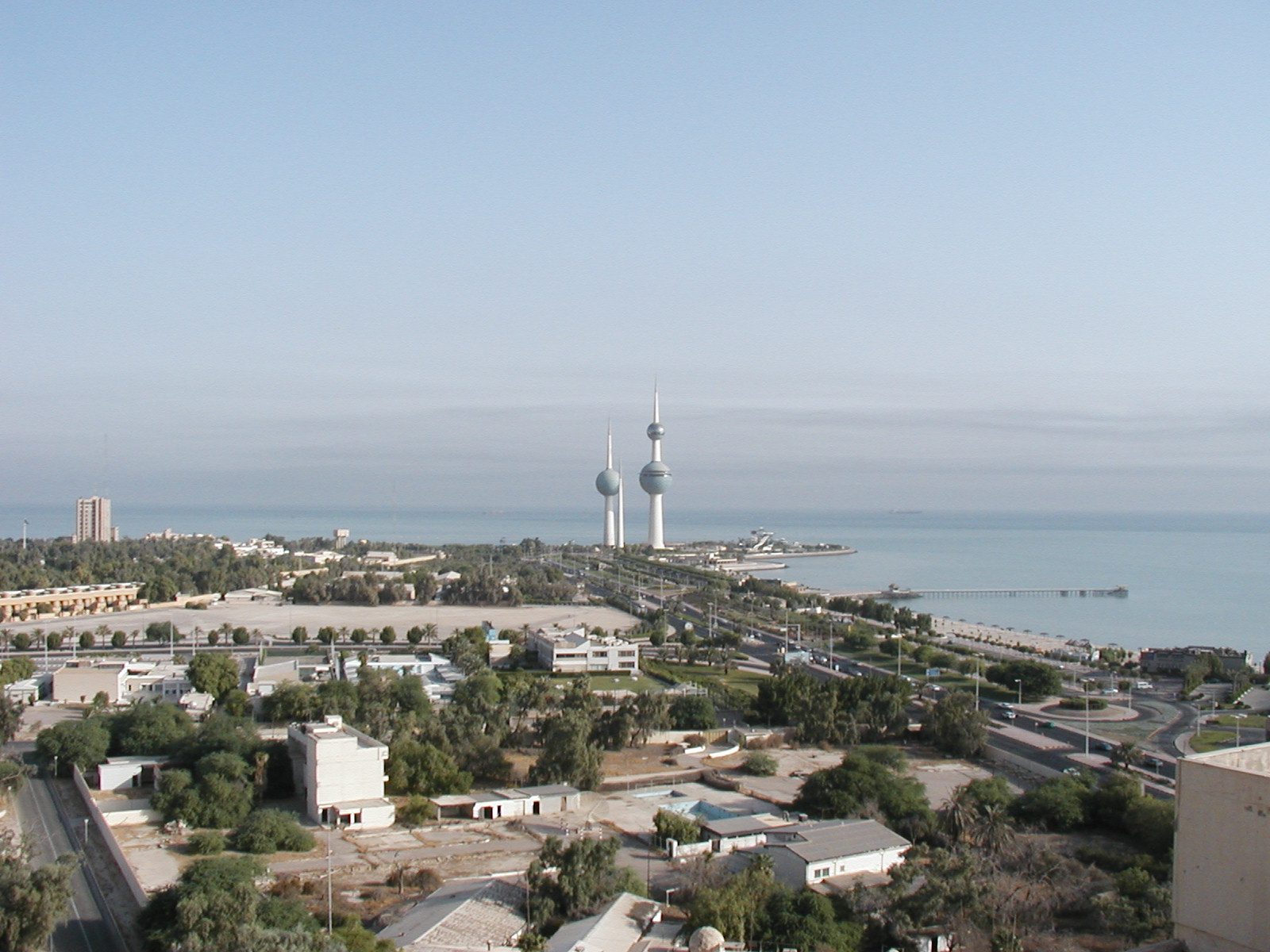
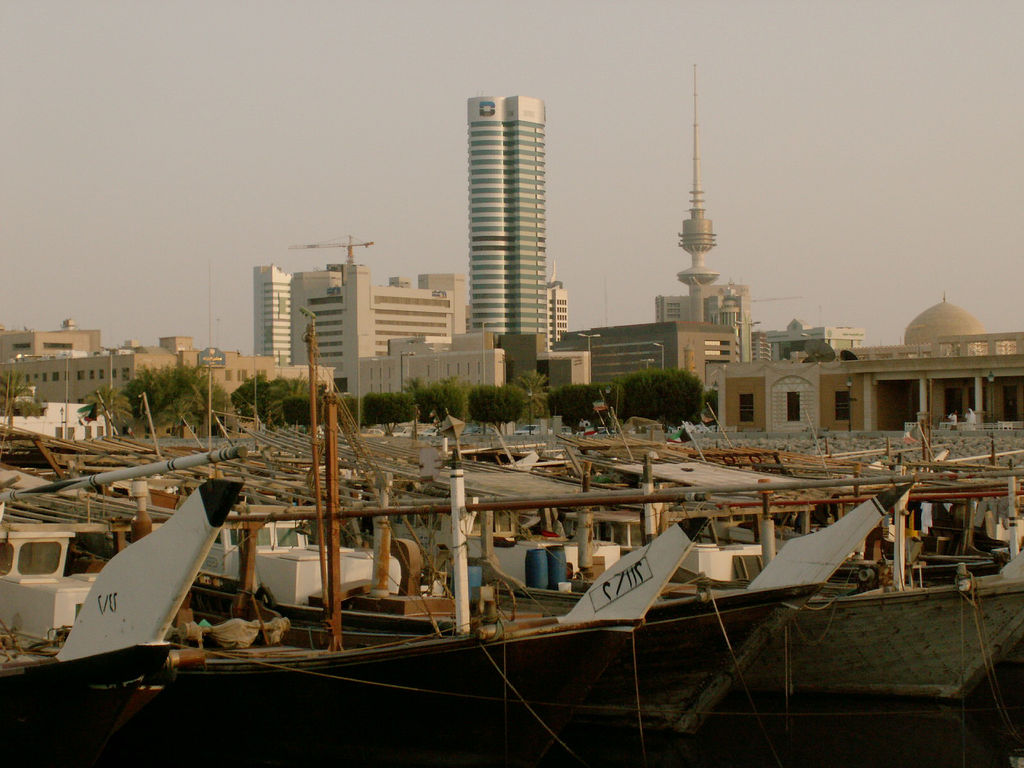
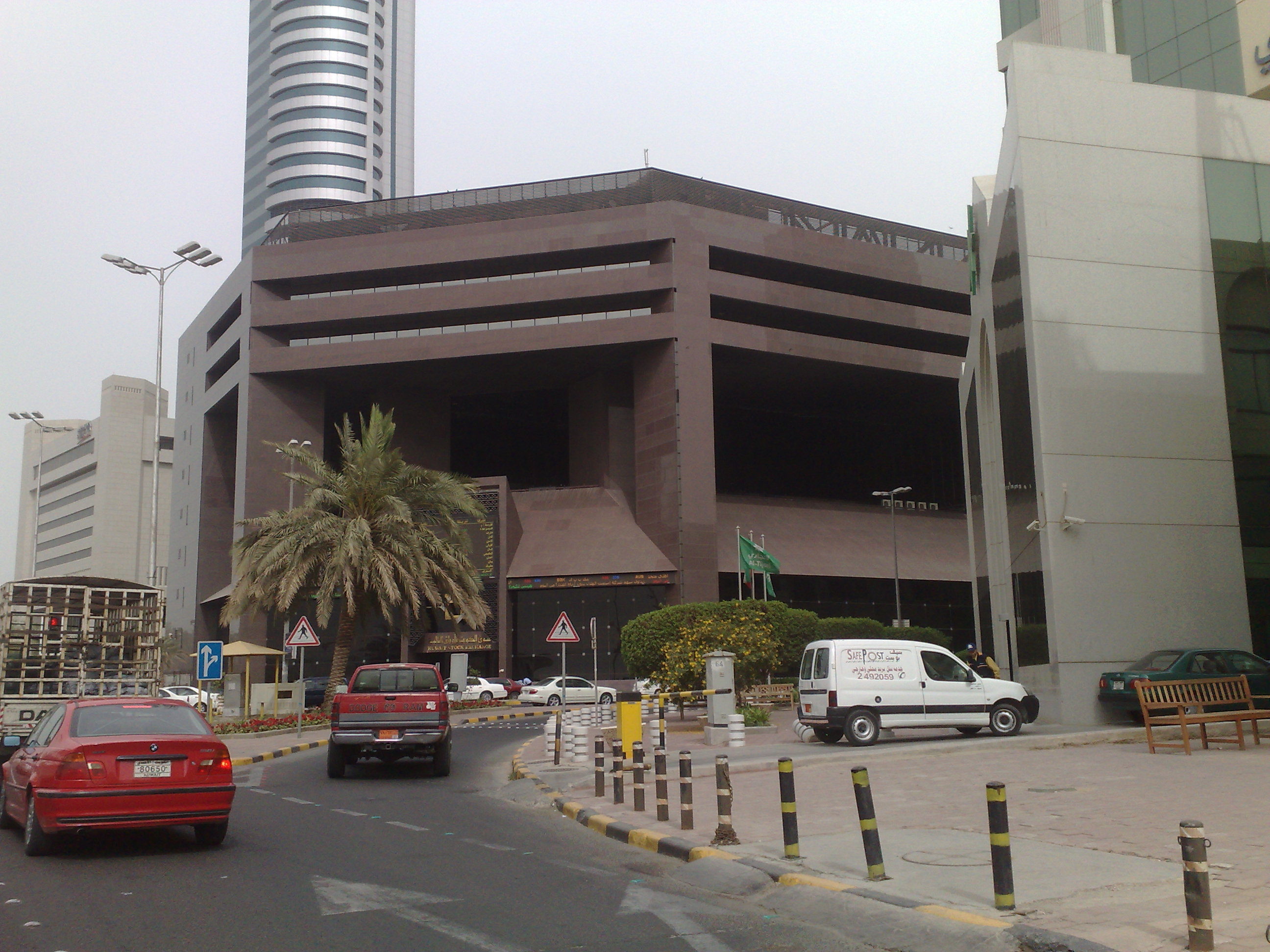
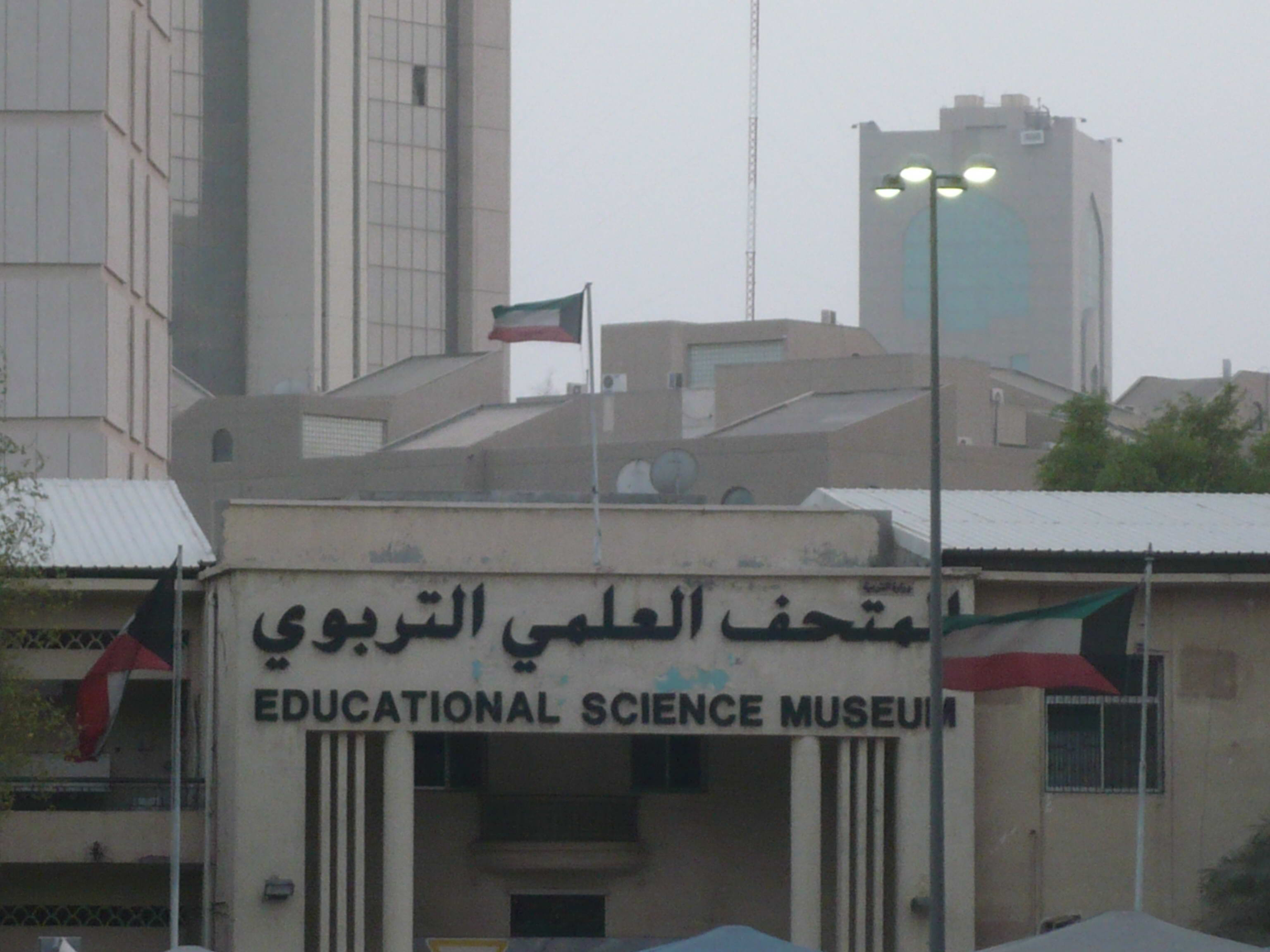
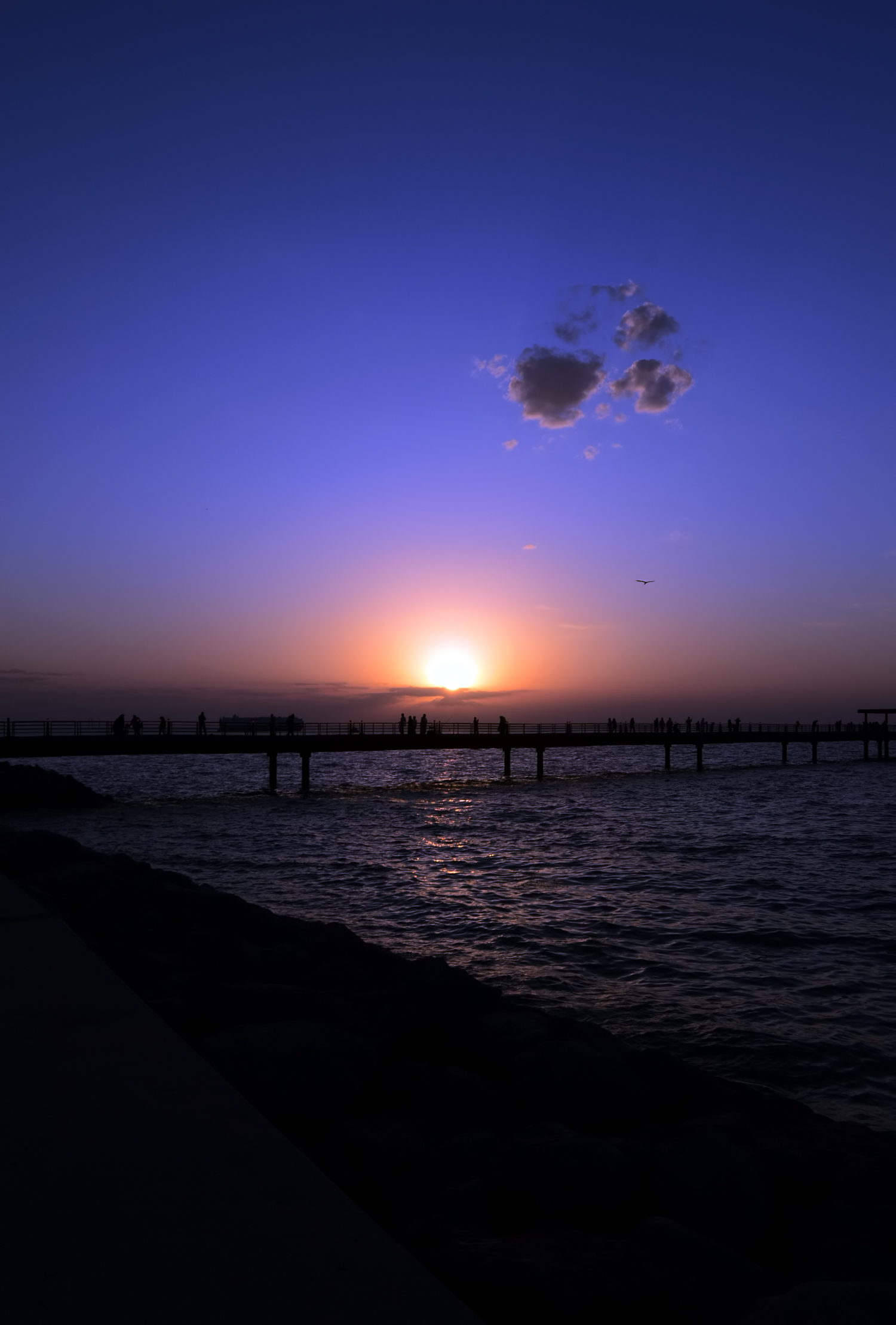

## شهرهای خواهر
- سلط، اردن
- بیضا، لیبی
- تونس، تونس
- مکه، عربستان سعودی
- مدینه، عربستان سعودی